# Olaf Lubaszenko
Olaf Sergiusz Linde-Lubaszenko (Breslavia, 6 dicembre 1968) è un attore, regista e doppiatore polacco.

## Biografia
È figlio d'arte della coppia di attori: Edward Linde-Lubaszenko e Asja Łamtiugina, ha una sorella: Beatę.
Ha studiato sociologia all'Università di Varsavia dal 1986-1987 e successivamente all'Accademia Teologica Cristiana, tuttavia non ha completato gli studi in entrambi istituti. Si è laureato presso l'Università di Comunicazione e Social Media di Varsavia.
È stato sposato con la cantante Katarzyna Groniec con la quale ha avuto una figlia.
Si è risposato nel 2006.

## Filmografia (come attore)

### Cinema
- Decalogo 6 (Dekalog, sześć) - regia di Krzysztof Kieślowski (1988)
- Decalogo 10 (Dekalog, dziesięć) - regia di Krzysztof Kieślowski (1989)
- Les Amoureux - regia di Catherine Corsini (1994)
- L'ultimo treno (Edges of the Lord) - regia di Yurek Bogayevicz (2001)
- Non dormire nel bosco stanotte (W lesie dzis nie zasnie nikt) - regia di Bartosz M. Kowalski (2020)
- Hellhole (Ostatnia wieczerza) - regia di Bartosz M. Kowalski (2022)
- Napad - La rapina (Napad) - regia di Michal Gazda (2024)

## Filmografia (come regista)
- Chłopaki nie płaczą (1999)
- Chłopaki nie płaczą (2000)

## Doppiaggio
- Til Schweiger in Les Dalton
- Branchia in Alla ricerca di Nemo, Alla ricerca di Dory
- Ralph Spaccatutto in Ralph Spaccatutto, Ralph spacca Internet
- Lando Calrissian in Star Wars: Battlefront II

## Doppiatori italiani
Nelle versioni in italiano delle opere in cui ha recitato, Olaf Lubaszenko è stato doppiato da
- Francesco Prando in Decalogo 10
- Andrea Ward in L' ultimo treno
- Vladimiro Conti in Non dormire nel bosco stanotte
- Luca Graziani in Hellhole
- Paolo Buglioni in Napad - La Rapina

## Riconoscimenti
- Premio al miglior attore (Festival di Karlovy Vary) per Je treba zabít Sekala (1998)